# Odissea (miniserie televisiva)
Odissea è una miniserie televisiva co-prodotta da svariati Paesi nel 1968, basata sull'omonimo poema di Omero. Ne è stata distribuita una versione ridotta cinematografica dal titolo Le avventure di Ulisse.

## La fiction
Gli attori protagonisti furono Bekim Fehmiu nel ruolo di Ulisse e Irene Papas nel ruolo di Penelope. Fu diretta da Franco Rossi con Piero Schivazappa e Mario Bava, quest'ultimo diresse interamente l'episodio di Polifemo e si occupò, assieme a Carlo Rambaldi, anche degli effetti speciali. La sceneggiatura venne basata sulla traduzione dell'Odissea di Omero a cura di Rosa Calzecchi Onesti. La colonna sonora venne curata da Carlo Rustichelli. In un primo momento si pensò di adottare la versione di Giovanna Bemporad, ma la produzione mostrò perplessità sull'endecasillabo, considerato troppo complesso per il grande pubblico televisivo. La traduzione di Bemporad fu comunque pubblicata dalla Eri, la casa editrice della Rai, in un volume arricchito dalle immagini della miniserie, con in appendice la sceneggiatura dei vari episodi.
Le scene furono girate principalmente negli studi cinematografici di Dino De Laurentiis, a Roma, mentre le riprese in esterna si svolsero prevalentemente in Jugoslavia. Ogni puntata era preceduta da un'introduzione in cui il poeta Giuseppe Ungaretti leggeva alcuni versi del poema.
Lo sceneggiato è in assoluto la prima produzione della Rai realizzata a colori, in quanto prodotta in ottica di una distribuzione internazionale e dunque destinata anche a Paesi in cui le televisioni trasmettevano già a colori (la Rai adottò ufficialmente il colore solo nove anni dopo, nel 1977). Odissea è stato uno degli sceneggiati Rai di maggior successo, per il livello di spettacolarità superiore a quello delle precedenti produzioni televisive.

## Trama

### Prologo

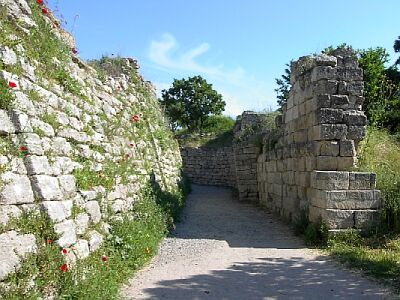
Veduta delle rovine di Troia, riprese nel prologo

La voce del prologo, che parla fuoricampo mentre viene mostrata l'area archeologica di Troia, è di Giuseppe Ungaretti.
Circa nel 1220 a.C. nell'odierna Turchia si è combattuta la famosa guerra di Troia, cantata a lungo nei poemi epici. Sulla collina dello Scamandro, presso lo stretto dei Dardanelli, sorgeva la città di Troia, ricostruita ben 9 volte diverse a causa dei continui attacchi, come riferiva l'archeologo Heinrich Schliemann. La guerra secondo il poeta Omero era stata causata per il rapimento della regina Elena, sposa di Menelao, organizzato dal principe Paride, figlio del re troiano Priamo. Per gli storici il motivo della conquista di Troia era il monopolio del passaggio delle merci tra il Mar Mediterraneo e le terre d'Oriente. L'assalto fu realizzato da tutti gli eserciti dell'intera Grecia, capitanati da Agamennone e dal fratello Menelao. Troia fu distrutta solo nel decimo anno di guerra, grazie allo stratagemma del cavallo di legno proposto dall'astuto Ulisse. Sebbene vincitori, i principi e i sovrani achei patirono grandi sofferenze e dolori atroci al ritorno nell'amata patria: Agamennone verrà ucciso dalla moglie tradita, Clitemnestra, mentre Cassandra, anche lei figlia di Priamo, soccomberà nel massacro e infine Ulisse sarà costretto a viaggiare intorno al Mediterraneo per ben dieci anni.

### Prima puntata

Penelope nell'atto di tessere la tela

Atena, contenta che il re Ulisse sia prossimo a fare ritorno alla sua isola natale Itaca, situata a ovest della Grecia, sotto le vesti del re Mente, giunge ad Itaca per assicurarsi che il ritorno di Ulisse sia piacevole. Purtroppo non è così: seppur accolto con rispetto dal ventenne principe Telemaco, Mente scopre che il palazzo del re di Itaca è assediato da numerosi arroganti nobili della regione, i proci, i quali aspettano con ansia che la regina Penelope si decida a prendere un nuovo marito tra di loro, supponendo che Ulisse sia morto dato che sono passati vent'anni dalla sua partenza per Troia, depredando senza ritegno la cantina e la dispensa del palazzo. Penelope tenta di prendere tempo dichiarando ai proci di dover tessere un sudario per il suocero Laerte, ma con questo pretesto ogni notte la disfa per ricominciarla la mattina dopo.
Telemaco, su suggerimento di Mente (che sparisce così come è venuto), indice un'assemblea cittadina per poter sapere chi è dalla sua parte per poter scacciare i proci e chi è intenzionato a seguirlo sulla terraferma a chiedere informazioni di Ulisse al re Nestore, il comandante più anziano che partecipò alla guerra. All'assemblea giungono anche i proci che sostengono di essere nel giusto data la lunga assenza del re e dal fatto che Penelope stia impiegando troppo tempo nel tessere la tela. A queste risposte, Il popolo itacese tace e non osa opporsi, eppure l'indovino Egizio, notando un falco appollaiato sui merli del palazzo, intravede il successo del viaggio di Telemaco, ma viene deriso dai proci. La mattina dopo, Telemaco viene raggiunto dal maestro Mentore (di nuovo Atena travestita) che gli dona una barca e dei marinai con cui arrivare a Pilo, da Nestore. Prima di andare, Telemaco chiede alla nutrice Euriclea di non dire nulla a Penelope. Nella notte, Melanto, la giovane serva del palazzo fedele ai proci, li fa sgattaiolare all'interno per far vedere a loro che cosa succede alla tela di Penelope la notte. Scoperta, Penelope viene costretta a finire il sudario senza più scuse.
Il giorno dopo, i proci notano l'assenza di Telemaco e scoprono, minacciando un venditore di barche, che è partito davvero per cercare notizie sul padre. Preoccupati che la sua ricerca abbia successo, Antinoo, capo dei proci suggerisce di tendere un agguato a Telemaco. Medonte, il portatore di vino, sentendo i proci, corre ad avvisare Penelope che, dopo un attimo di rabbia verso Euriclea per non averle detto nulla, prega per la salvezza del figlio. Arrivato a Pilo nel bel mezzo di una cerimonia sacrificale a Poseidone, Telemaco raggiunge il re dopo la cerimonia. Nestore racconta a Telemaco della sera prima del ritorno da Troia: c'era chi come Ulisse voleva punire gli alleati dei troiani e chi come Menelao che voleva tornare a casa; dopo diverse discussioni, la flotta achea si separò e Nestore non seppe più di Ulisse, perciò consiglia a Telemaco di dirigersi a Sparta, da Menelao, con suo figlio Pisistrato che gli farà da guida.
La notte, Penelope riceve in sogno la visita di Atena, sotto le mentite spoglie di sua sorella Iftime, che le assicura che gli dei vegliano su suo figlio e anche su Ulisse. Finalmente viene presentata la figura di Ulisse: un uomo solo a capo di una misera zattera in balia delle onde che lo allontanano dalla sua destinazione finale.

### Seconda puntata
All'inizio della seconda puntata vi è una discussione tra Zeus e Atena in cui i due sono d'accordo che Poseidone abbia torturato abbastanza Ulisse e che è ora che la sua sofferenza finisca. Ulisse naufraga di fortuna su un'isola e, dopo essersi trovato un rifugio, sviene. L'isola in cui Ulisse è capitato è Scheria, governata dai Feaci, e Atena giunge in sogno alla giovane principessa Nausicaa, sotto le sembianze di una lontana amica, dicendole che dovrebbe prepararsi al suo ormai prossimo matrimonio e di dirigersi con le ancelle alla foce del fiume per fare il bucato. Il giorno dopo Nausicaa di buon'ora si reca alla foce e, dopo aver fatto il bucato, si mette a giocare con le ancelle, quando scorge tra i cespugli un uomo sporco, lacero e pieno di salsedine e di foglie con cui si era costruito il giaciglio. Tutte le ragazze scappano tranne Nausicaa che rimane a fissare stupita l'uomo disperato. Ulisse anche lui rimane alquanto catturato dalla bellezza della fanciulla e la paragona a una dea, supplicandola poi di portarlo con sé alla reggia per ripulirsi dai detriti delle acque.

L'incontro tra Ulisse e Nausicaa

Come ordinatole dalla dea, e anche dal suo cuore, Nausicaa lo fa lavare e vestire dalle ancelle, ma chiede che per discrezione non lo segua a palazzo, o i giovani si offenderanno credendo che lo abbia scelto come sposo. Accettando i voleri della ragazza, Ulisse si dirige da solo alla città, mentre una voce interna (Atena) gli suggerisce come comportarsi davanti ai sovrani: Alcinoo e Arete. I nobili e i monarchi del palazzo, sospettosi di tutti gli stranieri che giungono nella loro terra, lo riempiono di domande, per poi scusarsi riguardo al loro interrogatorio brusco e burbero, dopo che riconoscono nell'eroe un uomo buono e senza nulla da nascondere. In realtà Ulisse per non destare scalpore si è finto un povero mercante in cerca di protezione. Alcinoo racconta che molto tempo prima il suo popolo, governato dal nonno, risiedeva nella Terra dei Ciclopi, esseri mostruosi e violenti, che turbavano in continuazione la loro vita; così decisero di trasferirsi con l'aiuto degli dèi su una nuova isola, pagando loro il prezzo di essere sconosciuti a qualunque viaggiatore, fuorché Ulisse.
Ospitato a palazzo, Ulisse ha modo di sapere che i Feaci sono pacifici e che sanno costruire barche che mai affondano e che mai si perdono, ma che hanno smesso di costruirle preoccupati per una profezia: Poseidone, il loro protettore, avrebbe punito i Feaci distruggendo l'equipaggio della nave che accompagnerà un suo nemico a bordo. Ulisse, intanto, passa molto tempo con Nausicaa, raccontandole che fino a qualche settimana prima era rimasto per sette anni prigioniero a Ogigia, un'isoletta in cui è esiliata la bellissima ninfa Calipso, a cui Ulisse ha resistito mentalmente finché, su ordine degli dèi, lei non gli ha permesso di andare via in zattera.
Pochi giorni dopo, Ulisse viene invitato a vedere i giochi che decreteranno uno sposo per Nausicaa. Il campione, quindi, chiede all'ospite di partecipare alle gare di spada, ma Ulisse, per non essere riconosciuto, rifiuta, almeno finché gli atleti mettono in dubbio la sua forza, facendo arrabbiare Ulisse che non solo batte tutti i partecipanti ma rischia anche di ucciderne uno. Dispiaciuto, Ulisse chiede perdono ad Alcinoo, ma questi pretende di più sapere il suo nome anziché sentire le sue scuse.

### Terza puntata

Il cavallo di legno scoperto sulla spiaggia di Troia

Per la vittoria degli atleti, il cieco aedo Demodoco, racconta a tutti la storia dell'ultima cosa che vide prima di perdere la vista: la caduta di Troia. Erano passati dieci anni dall'inizio della guerra, ma nessuna delle due fazioni aveva rinunciato, finché un giorno, sulla spiaggia di Ilio, i troiani trovarono l'accampamento acheo deserto e un gigantesco cavallo di legno sulla spiaggia. Mentre Priamo e molti altri cittadini lo intendono come un'offerta degli achei a Poseidone per un viaggio senza pericoli, il sacerdote Laocoonte capisce che è una trappola, o un'offerta che chieda che il dio distrugga la città. Tanto è sicuro il sacerdote di quanto ha detto, che gli conficca una lancia nel ventre, quasi infilzando Ulisse e gli altri rintanati dentro. Sul punto di bruciarlo, Priamo ferma Laocoonte e ordina che il cavallo venga portato dentro la città per ritirare l'offesa arrecata al dio. Il piano di Ulisse funziona: con il cavallo dentro le mura, gli achei escono dalla scultura, avvisano i compagni nascosti in una vicina isola e Troia viene espugnata. La tragedia è inarrestabile e quella stessa notte, dopo aver banchettato e festeggiato, i troiani vengono sterminati dai greci; soffrono questo fato persino Priamo, Deifobo, nuovo sposo di Elena, e Astianatte, il neonato figlio di Ettore e Andromaca, che viene prelevato con forza dalla culla e gettato dalle mura da Neottolemo, il figlio spietato di Achille. Al ricordo di queste atrocità, Ulisse incomincia a singhiozzare sommessamente, scosso da violenti brividi, e Demodoco, accortosi di ciò, lo riconosce sotto lo stupore di tutti i commensali.
Telemaco e Pisistrato, intanto, giungono a Sparta, dove Menelao ed Elena sono appena ritornati dal loro viaggio, differentemente da Ulisse. I sovrani accolgono Telemaco che, al contrario delle sue aspettative, si trova davanti due coniugi tristi e duramente provati dalle fatiche della guerra e dalla sorte dei sopravvissuti. Agamennone, racconta il re, è morto ucciso da sua moglie Clitennestra, e molti hanno trovato la stessa morte nelle loro case. Il sovrano racconta che l'ultima volta in cui ha sentito di Ulisse, lo ha saputo dall'indovino del mare Proteo, che gli disse anche come tornare a casa. Per poter calmare gli animi, Elena droga il vino di suo marito e degli ospiti per alleviargli il dolore e racconta della volta che vide Ulisse, prima che Troia fosse espugnata: dopo essersi fatto picchiare a sangue dall'amico Diomede per apparire come uno ferito di guerra, Ulisse era entrato in città presentandosi come un soldato frigio aggredito dai compagni ubriachi. La sacerdotessa Cassandra, famosa per la sua sfortuna di predire fatti futuri ma senza essere mai creduta, gli crede subito e gli confida che sa che la sua città è destinata a perdere, se dovesse essere trafugato dal tempio il Palladio di Atena. Dopo che Cassandra si allontana, sopraggiunge Elena, divenuta vedova di Paride la quale subito riconosce Ulisse, sebbene pesto e sanguinante, maledicendo la sua venuta. Infuriato, Ulisse la minaccia di fare il doppio gioco e di perdere inutilmente tempo in quel palazzo, dato che per lei sta combattendo l'intero esercito della Grecia; infine la lascia, mettendola in guardia che presto prenderanno la città e che si dovrà preparare all'eventuale ira del marito.

Il villaggio dei Lotofagi

Ormai scoperto, Ulisse racconta ai Feaci delle disavventure che gli costarono il ritorno in patria, la flotta e i compagni. Partito da Troia con 12 navi e molti compagni, perde prima 6 uomini per nave nella terra dei Ciconi, alleati dei troiani. In seguito perde 11 delle sue navi nella terra dei Lestrigoni, giganti cannibali che dall'alto affondano le navi entrate nel porto; si salva solo la nave di Ulisse che, per prudenza, l'aveva tenuta fuori dal porto. Con l'unica nave superstite, Ulisse approda nella costa mediterranea dell'Africa, abitata dallo strano popolo dei Lotofagi, ovvero mangiatori di un fiore afrodisiaco di nome Loto. Tre compagni vengono mandati in avanscoperta, ma dopo diverse ore non fanno più ritorno. Preoccupato, Ulisse li va a cercare e giunge in un immenso giardino con povere case. Tutti gli abitanti sorridono e vaneggiano ridendo, e tra questi vi sono anche i tre amici di Ulisse. Essi hanno perso completamente la memoria perché si sono cibati della polvere ottenuta dalla triturazione dei fiori di quel campo, il Loto appunto, e ora non vogliono più lasciare l'isola. Persino quando Ulisse cerca di ricordar loro le mogli, i figli e le case amate, i compagni ebbri non esprimono la minima considerazione e continuano a divorare il loto sghignazzando. Allora Ulisse li preleva tutti e li lega sulla nave, per proseguire il viaggio.
Approdati su un'altra isola, Ulisse e dodici dei suoi compagni vanno a fare rifornimenti e così si recano a cacciare fino a quando, seguendo delle enormi orme umane, non scoprono una caverna enorme adibita a abitazione. Incuriositi, i marinai vi entrano e scoprono un enorme giacimento di formaggio, di latte e di ricotta, e utensili appartenenti a un gigante: le ciotole che contengono il cibo sono enormi così come un'ascia e il giaciglio. Tuttavia Ulisse, sordo alle insistenze dei compagni che vorrebbero andare via dopo aver preso il formaggio, crede di poter instaurare un dialogo con l'abitante di cui apprezza le doti nel fare i nodi e nel produrre buona ricotta. In ogni caso non c'è più tempo per fuggire perché arrivano nella grotta gli animali del gregge.

### Quarta puntata

Ulisse a colloquio con Polifemo

La caverna è abitata da un gigante mostruoso e dalle abitudini animalesche di nome Polifemo, ma non è un semplice gigante: è un ciclope orribile a vedersi, pieno di peli simile a una bestia e con un unico occhio in mezzo alla fronte. I compagni cadono in terra dal terrore non appena se lo vedono di fronte che sbarra l'entrata della caverna con un enorme masso e chiede con voce lugubre e rimbombante a loro di presentarsi. Ulisse, tentando di proteggere gli amici, chiede a Polifemo di poterli ospitare, dato che hanno bisogno di viveri, e di rispettare le leggi dell'ospitalità di Zeus. Polifemo scoppia in una fragorosa e terrificante risata, dichiarando di essere figlio di Poseidone e quindi di autoproclamarsi onnipotente e di non dover obbedire a nessuno, nemmeno agli dei. I compagni scappano terrorizzati, ma Polifemo ne prende uno e lo stritola nella mano; di seguito ne agguanta un altro, svenuto per lo choc, che sfracella violentemente contro una pietra, per poi mangiarseli entrambi. Ulisse vorrebbe ucciderlo, subito dopo che questi si è coricato, ma viene frenato dagli amici, compreso il buon cugino Euriloco. Se Ulisse avesse trafitto al cuore il ciclope, poi nessuno avrebbe avuto la forza di rimuovere il gigantesco masso dall'entrata, e così l'eroe è costretto ad aspettare la fine della notte. Il giorno dopo, rimasti chiusi nella grotta mentre il ciclope va a pascolare il gregge, a Ulisse viene un'idea e ordina ai compagni di prendere un grosso ramo di ulivo e di affilarlo. Successivamente Ulisse sorteggia i compagni che avrebbero dovuto distrarre il ciclope, mentre nascondeva il tronco. Sfortunatamente i prelevati non sono abbastanza veloci e Polifemo divora anche loro.
Tutti i prigionieri stanno per perdere le speranze, se non fosse per l'astuto Ulisse, che decide di far bere al ciclope il vino che si era portato dietro dalle barche come dono per gli abitanti di quella terra, un vino datogli da un sacerdote Cicone molto speciale e tanto concentrato che per essere bevuto normalmente dovrebbe essere allungato con ben 20 misure d'acqua. Riempito una grossa scodella, Ulisse lo afferra a stento con entrambe le braccia e lo porge a Polifemo, che sebbene sospettoso della nuova bevanda, lo assaggia, diventandone subito pazzo. Ulisse, volendolo far ubriacare, gliene porta un'altra scodella colma che Polifemo svuota. Ulisse, alla richiesta di Polifemo di rivelargli il proprio nome, risponde di chiamarsi “Nessuno”; al che sghignazzando il ciclope dice che per ricompensa lo mangerà per ultimo. Ulisse, senza perdere tempo, dopo che il ciclope si è addormentato ubriaco fradicio, chiama a sé gli amici che arroventano la punta del tronco: i prigionieri hanno intenzione di accecare Polifemo affinché possa farli scappare aprendo l'entrata. I compagni, compreso Ulisse, prendono il tronco fumante e si avvicinano al letto di Polifemo, salendoci sopra e posizionandosi direttamente dietro la testa del mostro per impiantare meglio il tronco. Con un grido d'incoraggiamento Ulisse e i compagni conficcano il palo, ma l'urlo di dolore di Polifemo è tanto agghiacciante e rimbombante che li fa cadere tutti a terra, mentre il ciclope, agitando le mani, crea un gran disordine e fracasso nella spelonca. Chiama urlando anche i suoi fratelli ciclopi i quali, accorrendo, chiedono cosa o chi gli stia facendo del male. Alla risposta “Nessuno mi vuole uccidere!” i ciclopi dicono a Polifemo che non possono fare niente e che deve pregare Poseidone affinché venga curato, e lo abbandonano.
Dopo una notte di grida continue e agonizzanti, Polifemo il mattino seguente apre la porta della caverna per far uscire le pecore e le capre. I compagni si legano al ventre delle capre unite a gruppi con delle corde, tranne Ulisse che si aggrappa di sotto al vello del montone del gregge, per non farsi riconoscere dal ciclope, che tasta una a una le pecore. L'ariete esce per ultimo e Polifemo, dopo aver detto parole di affetto verso il capogregge, pronuncia una maledizione contro Ulisse chiamando a sé suo padre Poseidone. Salpati via dall'isola, Ulisse, in preda all'hubris, preferisce schernire Polifemo comunicandogli che ad accecarlo è stato Ulisse, il re di Itaca. Polifemo, pazzo di rabbia, si arrampica su una sporgenza, maledicendolo e gettando contro la nave vari massi, supplicando il padre di non fargli mai raggiungere casa.

L'incontro di Ulisse con Eolo

Proseguendo il racconto, Ulisse giunge sull'isola di Eolo, dio dei venti, e decide di avventurarsi da solo, dato che i compagni sono troppo spaventati dall'ultima isola visitata. Entrato in un palazzo, Ulisse entra in un'enorme e sfarzosa stanza da banchetto piena di vapore blu e di “eroti” (ragazzini flautisti) che suonano vari strumenti e distribuiscono vino. Al termine della stanza vi è una grande tavolata piena di ogni ben di dio, con seduti al centro Eolo e ai suoi lati i familiari: sua moglie Ciane e i figli e le figlie, che aveva fatto sposare tra di loro per tenere unita la famiglia. Eolo è molto anziano e corpulento dai capelli argentei, e chiede all'eroe di mangiare con loro raccontando le sue imprese della guerra di Troia. Ulisse rimarrà a mangiare per un mese, raccontando e ripetendo varie volte le sue storie, finché non chiede al dio di lasciarlo andare. Eolo acconsente e per di più decide di regalargli tutti i venti di Borea e di Libeccio che dominano il Mondo. Prima, però, chiede ad Ulisse se qualche dio lo perseguiti, nel qual caso non avrebbe potuto dargli il suo dono; Ulisse mente, tacendo il fatto che Poseidone, dopo l'episodio di Polifemo, gli è ostile. Eolo, allora, riunisce tutti i venti e li rinchiude in un grosso sacco fatto con la pelle conciata di un ariete, e li consegna a Ulisse a patto che questi non apra mai l'orcio per non scatenare un cataclisma naturale. Ulisse promette e si avvia alla nave, per riprendere il viaggio; grazie ai venti sarebbe giunto a Itaca molto prima del previsto. Ma i compagni, incuriositi dal sacco lo credono pieno di ricchezze. Un giorno, proprio a poche remate da Itaca, Ulisse si addormenta, essendo rimasto per giorni a guida della nave, e i compagni aprono l'otre venendo sballottati avanti e indietro per tutto il Mar Mediterraneo. Ulisse s'interrompe per riflettere sulle sue sciagure, mentre la reggia commenta che in fondo tutti i suoi guai se li merita per non essere stato vigile e per essersi messo contro gli dei, visitando terre sconosciute e disobbedendo agli ordini degli amici con l'inganno.

### Quinta puntata
Approdato su una nuova e sconosciuta isola, Ulisse assieme ai suoi sventurati compagni stabilisce di visitarla per vedere se fosse abitata da belve o da uomini sanguinari. Divide la spedizione in due gruppi: uno comandato da Euriloco e l'altro da lui stesso. Il giorno dopo, Euriloco torna spaventato, vaneggiando su una strega e sul fatto che i loro compagni sono diventati maiali. Ulisse decide di andare a salvarli e sulla via incontra un pastorello, che riconosce essere Ermes, che conferma la triste sorte dell'altro gruppo. Ulisse vorrebbe gettarsi in loro aiuto, ma il dio lo ferma, dicendogli che questo è un sortilegio della maga Circe, padrona dell'isola, e che per liberare gli amici dovrà prima di tutto mangiare un fiore sacro. Dopodiché l'eroe si sarebbe presentato dalla maga e si sarebbe fatto condurre nella sua dimora; Circe di sicuro gli avrebbe dato da bere una pozione ingannandolo, ma Ulisse sarebbe rimasto immune e verrebbe preso da una terribile voglia di trafiggere la maga, ma trattenendosi.

Ulisse insieme con Arete mentre le narra le sue avventure.

Ulisse ascolta questa profezia e si avvia nel giardino dove incontra una donna bella e terribile allo stesso tempo che lo sottopone a degli indovinelli e a delle prove, ma Ulisse, protetto da Ermes, le risolve tutte. Circe, accorgendosi che quell'uomo è diverso da tutte le altre sue vittime, decide di portarselo a casa per fargli bere un po' di vino. Improvvisamente Ulisse si trova in una strana dimora piena di piante rampicanti e di gabbie contenenti animali e uccelli di ogni genere, tutti i prigionieri della maga, ma viene subito invitato a sedersi da Circe che gli offre una coppa d'oro. Ulisse, sapendo di essere immune al veleno, la beve tutta d'un fiato, tuttavia soffrendo molto per il veleno. Circe intanto se la ride di cuore, pensando che presto il malcapitato si sarebbe trasformato in porco anche lui, ma d'un tratto sbianca e comincia a imbruttire paurosamente: si è accorta che i suoi poteri sono nulli sull'eroe. Ulisse, più adirato che mai, si avventa con la spada tratta sulla maga, ma poi si ricorda della profezia e non la uccide, ma le ordina di portarlo dagli amici. Circe, ritornata improvvisamente bella e più docile che mai, lo accompagna in una stalla dove grugniscono disperatamente dei porci e li ritramuta nelle persone che erano prima. Tuttavia, per la improvvisa metamorfosi, i compagni si trovano spaesati e non riconoscono nemmeno Ulisse, scappando ogni volta che questi cerca di parlargli. Circe allora ne approfitta per trattenere ancora un po' l'eroe, dato che l'effetto della magia sui compagni sarebbe svanito in pochi giorni, e con lui passa ogni volta delle notti passionali d'amore.
Circe, per garantire che l'eroe si decida a rimanere con lei per sempre, gli fa bere una pozione magica che gli fa dimenticare l'amata isola, e lo rende invisibile di fronte ai compagni. Con Circe Ulisse passerà la bellezza di un anno e solo l'intervento dei compagni, stufi di vivere sulla nave senza far niente, riporterà l'eroe alla ragione. Ulisse chiede a Circe di essere lasciato andare una volta per tutte e questa, seppure a malincuore, accetta, ma prima della partenza gli confida alcuni segreti e soprattutto gli ordina di recarsi negli Inferi. Infatti, dato che molti degli dei gli sono ostili, Ulisse ha un destino assai incerto e pericoloso quando naviga sul mare, e così ha bisogno delle profezie dell'indovino cieco Tiresia, morto alla veneranda età da molti anni, affinché possa navigare tranquillo fino a Itaca.

L'incontro tra Ulisse e Tiresia

Ulisse, come gli aveva detto Circe, s'incammina nel bosco dell'isola, finché giunge in un antro buio scavato nella terra. Il luogo oscuro in cui si troverà Ulisse è tetro, senza vita e pieno di nebbia. L'eroe ha paura perché a lui pare come un intricato labirinto pieno di colonne e cave morte e soprattutto non scorge anima viva. Infatti Circe gli aveva consigliato di portarsi dietro un capretto nero vivo da sgozzare, cosicché le anime dei defunti potessero comparire e avvicinarsi, con la speranza che tra loro vi fosse anche Tiresia. Ulisse compie il rito e subito appare una schiera di persone lugubri, piangenti e sospiranti coperte da cappe pesanti e grigie che lasciano libero solo il volto. Tutte si avvicinano pericolosamente al sangue della vittima per berlo, ma Ulisse le scaccia con la spada: solo Tiresia avrebbe dovuto dissetarsi. La schiera scompare, non prima che Ulisse noti tra di loro sua madre Anticlea, e finalmente compare l'indovino: è canuto, con una lunga barba e comunica solo parlando a fil di voce, e Ulisse lo invita a bere. Quando Tiresia si rialza da terra la sua figura appare ancora più spettrale, dato che gli cola il sangue del capretto dalla bocca e comincia a comunicare a Ulisse il suo viaggio futuro. Egli dovrà affrontare ancora molti pericoli e solo al decimo anno dalla distruzione di Troia Ulisse potrà riabbracciare la famiglia, ma non si tratterrà a Itaca a lungo perché, spinto dalla sua voglia di conoscenza, compirà un altro viaggio che sarà l'ultimo della sua vita.

Ulisse incontra lo spirito di Achille

Ulisse non comprende tutto e lascia Tiresia a cibarsi ancora del capretto, per avventurarsi più in fondo negli Inferi. Scorge un'anima: è quella di Agamennone il quale gli rivela di essere stato pugnalato a tradimento assieme alla concubina Cassandra dalla moglie Clitennestra. La donna era ancora sconvolta per il sacrificio antico della figlia Ifigenia per volere del padre, dato che gli dei non permettevano la partenza per Troia, e ora aveva un motivo in più per scannare Agamennone: il tradimento con la profetessa troiana. Agamennone mette in guardia l'eroe quando ritornerà a Itaca: nessuna donna è fedele al marito e soprattutto cercherà di ucciderlo dopo tanti anni di distanza, e così potrebbe accadere anche con Penelope e Telemaco. L'anima piangente di Agamennone si allontana e Ulisse, più sconvolto che mai, ne incontra un'altra: lo spirito del valoroso Achille, morto per mano del dio Apollo e delle frecce di Paride. Achille appare più lugubre di Agamennone e confida a Ulisse di preferire essere schiavo del padrone più vile e crudele del mondo piuttosto che essere costretto a governare i morti nell'Ade. L'ultimo spirito che Ulisse incontrerà negli Inferi sarà la madre Anticlea. Ulisse le chiede come sia morta e questa, piangendo, comunica che è spirata aspettando proprio l'arrivo del figlio a Itaca. Allora Ulisse si rende conto dell'atrocità e dell'inutilità della guerra combattuta per tanti anni a Troia per riprendersi la sposa di un re tradito e di aver perso inutilmente tempo nei continui viaggi nel Mediterraneo, senza accorgersi che i cari morivano di disperazione aspettandolo a Itaca; e ricordando ciò, piange amaramente ai piedi dello spirito. La madre lo invita a non disperarsi e ad affrettarsi nel ritorno per l'isola perché se tarderà ancora, presto morirà di crepacuore anche il padre Laerte che da tempo si era ritirato a vivere come un sudicio eremita tra le bestie.
Ulisse viene a conoscenza anche dei soprusi dei proci che infestano la sua reggia insidiando l'innocenza di Penelope, e a sentire tali parole è preso da un moto d'ira, ma prima cerca di abbracciare inutilmente le ginocchia della madre che scompare ogni volta che viene toccata. Avviandosi verso l'uscita, Ulisse scorge un'altra anima: è l'amico Elpenore, morto da pochi attimi a causa del suo stato ebbro. Infatti i compagni, sul mondo dei vivi nell'isola di Circe, si erano dati alla pazza gioia per scacciare le preoccupazione ed Elpenore, che aveva bevuto troppo, era caduto da una sporgenza rompendosi l'osso del collo. Ulisse promette all'anima che avrà degna sepoltura una volta risalito e così farà, seppellendolo proprio sulla spiaggia dell'isola, gridando assieme i compagni tante volte il suo nome quanto bastasse a raggiungere le orecchie della madre lontana.
Circe comunica a Ulisse delle cose terribili riguardo ai suoi prossimi viaggi: la prima tappa da affrontare è l'attraversamento dello scoglio delle temibili sirene, poi dovrà superare le rocce simpegladi. Si ritiene che questa sia stata superata solo da Giasone con gli argonauti grazie all'aiuto di un dio, impresa epica narrata da Apollonio Rodio nelle Argonautiche. L'ultima fatica di Ulisse sarà la sosta sull'isola del Tridente, dove pascolano le vacche sacre al dio Elio, ovvero il Sole, inviolabili se non si voleva incombere nell'ira del padrone divino. Tutte queste cose Circe le confida a Ulisse e poi svanisce, lasciandolo confuso e stupito. L'eroe comunica le tappe ai compagni e li invita a partire, ma qualcosa in loro è cambiato: stanno lentamente perdendo la fiducia nel loro condottiero.

### Sesta puntata

Ulisse si fa legare all'albero da Euriloco

Incoraggiati i compagni a imbarcarsi per tornare a Itaca, Ulisse riprende il viaggio, avvicinandosi subito allo scoglio delle sirene. Queste sono esseri non visibili all'uomo, sebbene la leggenda le voglia col corpo di uccelli rapaci e la testa di donne bellissime, e hanno il potere d'incantare i viaggiatori con la loro voce, per farli infine sfracellare con la barca sullo scoglio. I compagni credono che Ulisse sia diventato pazzo, dato che vuole coprire di cera le loro orecchie affinché non odano la voce. Ulisse, per dimostrare loro di essere perfettamente lucido, si fa legare da Euriloco all'albero maestro, raccomandandosi con lui di stringere più forte se lui avesse implorato di slegarlo. La nave è ormai giunta allo scoglio e mentre lo costeggia, Ulisse intravede le ossa dei marinai sfortunati vittime delle Sirene e infine incomincia a udire le loro voci che gli penetrano nella mente, offuscandola. Le voci invitano insistentemente Ulisse ad approdare sull'isola affinché finisca i suoi giorni in allegria e spensieratezza dopo tanti anni di combattimento e vissuti nel dolore. Ma Euriloco lo tiene ben stretto e così Ulisse, duramente provato dal potere delle Sirene, riesce a superare lo scoglio assieme ai compagni.
La seconda tappa è l'attraversamento di una stretta gola tra due rocce enormi: le rocce simpegladi. Tuttavia Ulisse, credendo di perdere troppo tempo nella traversata e di non uscirne vivo, prende un'altra via più lunga che lo fa giungere nell'isola del Tridente, consacrata al dio Elio (il Sole) per le vacche che pascolano l'erba.

Ulisse tenta di convincere i compagni a non uccidere le vacche del Sole

La nave approda sulla spiaggia e subito sulla zona piomba una grande bonaccia che impedisce ai compagni di riprender il viaggio al più presto. Ulisse infatti è stato costretto controvoglia dagli amici Eraclio, Euriloco, Polite e Filetore che non avevano più fiducia nel loro comandante; ora i marinai possono sperare solo nei viveri che possiedono e nelle prede da pescare. Ulisse non sa più che fare perché la profezia di Circe gli aveva detto che se qualcuno si fosse azzardato a uccidere una sola vacca l'intera flotta sarebbe stata annientata dagli dei. L'eroe fa di tutto per impedirlo ai compagni, ormai stremati da settimane per la fame e la scarsezza di cibo, ma un giorno in cui sale su una rupe per implorare Zeus, accade la disgrazia. Euriloco fa uccidere una giovenca e banchetta con gli altri per tutta la notte; Ulisse non lo rimprovera nemmeno perché sa già che il destino di quegli sventurati è segnato. Infatti, lasciata l'isola per l'improvviso ritorno del vento, sopraggiunge una terribile tempesta scatenata da Poseidone che fa naufragare la nave coi compagni. Solo Ulisse si salva su una trave e viene sballottato per sette giorni nel mare fino ad arrivare sull'isola di Calipso.
Concluso il triste racconto di tutte le sue disavventure, Ulisse chiede al re Alcinoo una nuova nave e un equipaggio per raggiungere la ormai vicina Itaca e il buon re glielo concede. Arrivato sull'isola tanto amata, Ulisse, dato che da vent'anni non la vedeva più, non riconosce più nulla della patria e subito chiede a un pastore informazioni riguardo al posto. Il ragazzo non è altri che la sua protettrice Atena che, per metterlo alla prova, gli domanda chi sia. Ulisse, mantenendo nascoste le sue generalità, gli dice che è un marinaio sfortunato proveniente dall'Egitto e Atena lo loda per la sua scaltrezza, trasformandolo in vecchio mendicante affinché non venga subito riconosciuto dagli abitanti e dai familiari, cosicché possa pianificare meglio la sua vendetta. Sparito il ragazzo, Ulisse giunge nella casa di Eumeo, il guardiano di maiali nonché servo più fidato di Ulisse, che lo accoglie amichevolmente come vuole la tradizione verso qualunque ospite, non riconoscendolo ovviamente. Ulisse rimane stupito dalla bontà dell'uomo e comincia a fare domande riguardo alla sorte di quello sventurato combattente partito per Troia e mai tornato a casa, lasciando disperati la moglie e il figlio, partito alla sua ricerca. Eumeo racconta tutto nei minimi particolari e Ulisse, sebbene tentato dal mostrargli chi sia realmente, non lo fa.

L'incontro tra Ulisse e Telemaco

Telemaco intanto torna nell'isola di Pilo da Sparta, più sconfortato che mai, e fa salire a bordo l'indovino Teoclimeno, che è convinto di sapergli dire qualcosa riguardo a suo padre; oramai Telemaco è disposto a tutto ed è pronto a credere alle testimonianze di chiunque. E difatti far salire a bordo quell'uomo si dimostra un'ottima azione per Telemaco perché Teoclimeno gli consiglia di invertire la rotta per Itaca, non passando per lo stretto di Samo, dato che lì lo aspettava un'insidia dei proci. Telemaco arriva sano e salvo a Itaca e si reca di notte alla casa di Eumeo dove lo aspetta anche Ulisse mendico. Allora la dea Atena appare all'eroe e gli comunica che ora può finalmente smascherarsi ai familiari di fiducia e la notte si conclude con un tenero e commovente abbraccio tra Ulisse e il figlio piangente di gioia. Il giorno seguente i tre pianificano il modo di entrare a corte, confidando sull'aiuto di Eumeo e di Penelope, mentre al porto ritorna la nave coi proci, più adirati che mai per il colpo fallito.
Penelope è preoccupata per la sorte del figlio, ma si rinfranca quando lo vede apparire sano e salvo sulla soglia di casa assieme a Teoclimeno e li invita a lavarsi per poi mangiare. Rifocillatosi, Telemaco si accosta alla madre, appoggiandole dolcemente il capo sul ginocchio, e le chiede come fosse Ulisse prima della sua nascita. Felice, Penelope ricorda quando il suo sposo, più povero che mai, giunse nella sua casa per chiedere la sua mano, sebbene scacciato dal futuro suocero. Egli, sapendo che Penelope lo amava segretamente, si avviò verso il carro e la ragazza lo aveva inseguito pregandolo di farla salire. Il padre, fuori di sé dalla rabbia si parò davanti al cocchio, ma Ulisse lo superò comunque scansandolo e si sposò con Penelope. La puntata si conclude con Teoclimeno che preannuncia l'arrivo di Ulisse tra qualche giorno ed Eumeo che conduce il padrone Ulisse, sempre vestito da straccione, alla corte.

### Settima puntata

Ulisse si presenta ai Proci nelle vesti di mendicante

Ulisse viene condotto a corte, ma prima si ferma davanti a un cane anziano e sporco: è Argo, il cane amato da Ulisse, ormai morente, che riconosce il padrone, anche dopo vent'anni di assenza, e finalmente muore felice. L'accoglienza dei commensali proci è sgarbata e crudele: lo percuotono e lo deridono, non sapendo cosa li attende tra pochi giorni. La puntata è una delle più caratterizzanti dell'intera opera perché vi è un collegamento continuo della narrazione che passa sia per bocca di una voce fuoricampo maschile (come è avvenuto negli altri episodi) sia nelle labbra di muse nelle vesti di ancelle. Telemaco non può sopportare a lungo i soprusi dei pretendenti nei confronti del padre che viene addirittura percosso a tradimento da quel vigliacco di Antinoo, leader dell'intera brigata, che lo obbliga ad andarsene. Come se non bastasse a corte giunge anche il corpulento Armeo (detto Iro), che si vanta di essere il più forte di tutti i mendicanti e maltratta Ulisse, temendo che gli voglia rubare il posto. I proci propongono di farli combattere mettendo in palio un bel pezzo di carne arrosto e si dirigono nel cortile. All'inizio pare che Armeo stia per vincere ma poi i colpi del bullo fanno risvegliare un'ira antica nel petto di Ulisse che lo stende con un solo colpo ben assestato sulla mascella. Sanguinante e barcollante, Armeo stramazza a terra e Ulisse lo sistema dolorante davanti a una colonna.
Successivamente viene convocato in una stanza segreta, usata solo da Penelope, per parlare con la regina in privato. Penelope è incuriosita da quello straniero e vorrebbe sapere di più sul suo conto. Ulisse però mente ugualmente e le comunica di essere Etone, fratello del re cretese Idomeneo, figli di Minosse. Tuttavia egli afferma di aver conosciuto Ulisse, descrivendo in ogni dettaglio il suo mantello con la fibbia dorata raffigurante un cane che sbrana un cervo. Penelope rimane stupita e addirittura s'illude di riconoscere nel mendicante il suo sposo, ma Ulisse la fredda ricordandole di essere solo un guerriero minoico caduto in disgrazia dopo la guerra di Troia.

Ulisse nell'atto di collocare le scuri per la gara

Euriclea, l'ancella più anziana e più saggia della reggia, viene chiamata a lavare i piedi del mendicante e, risalendo fino al ginocchio, riconosce una cicatrice. Si tratta della ferita inferta all'eroe da un cinghiale tanti anni prima durante una battuta di caccia. La nutrice finalmente ha riconosciuto il suo padrone, ma questi le tappa la bocca, temendo che possa, seppur non volendo, rovinare tutti i suoi piani di vendetta. Euriclea tace e Ulisse si reca nelle scuderie dove un giovane stalliere sta strigliando i cavalli: è Filezio, assunto da Ulisse quando era un ragazzo di dieci anni; neanche lui riconosce il suo padrone. Eumeo, sapendo tutto, tace ugualmente.
Si sta avvicinando il giorno tanto atteso dai proci, ovvero quello in cui Penelope deciderà chi sarà il nuovo sposo e re di Itaca; infatti i pretendenti, da grandi maleducati, non avevano ancora portato dei doni per la regina e questa, per prendere tempo, aveva preteso che loro glieli portassero. Nello stesso giorno della consegna dei doni, Penelope aveva ordinato che venisse organizzata una gara con l'arco di Ulisse e il vincitore sarebbe divenuto il suo nuovo marito. La notte prima del giorno stabilito sia Ulisse sia Penelope la passano insonni; il primo è fortemente tentato di rivelarsi alla sposa, l'altra ha una visione. Infatti immagina un gran gruppo di oche che vengono falciate dall'arrivo di una grande aquila e teme di gioia e di paura per il vero arrivo dell'amato sposo.
Arriva il giorno fatidico e Penelope si reca a prelevare l'arco di Ulisse. Si riteneva che nessuno tranne l'eroe riuscisse a tenderlo, perché il padrone lo aveva ricavato dalle corna di un bue sacro agli dei e lo spalmava ogni volta prima di usarlo con del grasso e levava sempre la corda quando non gli serviva. Anche Telemaco vuole iscriversi alla gara, per impedire che uno dei proci possa vincere e impugna l'arco, ma non riesce a tender la corda. Mentre Antinoo si prepara nell'impresa, scorge Ulisse mendicante che su di una trave orizzontale piazza l'una di fianco all'altra delle scuri con un grande foro nel mezzo della lama, cosicché vi fosse un'unica e perfetta linea invisibile tra i fori di ciascuna lama.

### Ottava puntata

Ulisse insieme con Penelope

Antinoo prova a tendere l'arco ma gli risulta impossibile; neanche l'intervento degli amici risolve la questione. Allora accade che il mendico Ulisse chiede di poter umilmente provare a smuovere il filo dell'arco. Tutti i proci lo deridono e provano anche a percuoterlo, ma Telemaco glielo impedisce. Ulisse abilmente si spoglia di tutte le vesti lacere e tende l'arco, scagliando la freccia e facendola passare attraverso tutti i fori delle scuri. I proci sono in preda al panico, anche perché Antinoo è stato appena trafitto al fianco da una freccia di Ulisse mentre cercava di ucciderlo con un pugnale e non hanno neanche un'arma per difendersi: tutte erano state portate via di nascosto da Telemaco ed Eumeo la notte precedente. Con l'aiuto del figlio, di Eumeo e del bovaro Filezio Ulisse fa strage di tutti i proci. Non se ne salva neanche uno, e periscono anche le ancelle che avevano tradito la fiducia della regina Penelope passando dalla parte dei Proci.
Finalmente Ulisse si è vendicato e non aspetta altro che recarsi nella stanza di Penelope che ha assistito atterrita e meravigliata alla carneficina. La donna non è ancora del tutto convinta che il guerriero sia Ulisse, tuttavia lo fa entrare nella stanza. Il riconoscimento avviene quando Penelope propone di spostare il letto nuziale, al che Ulisse replica che la cosa è impossibile, perché quel letto era stato costruito da lui stesso intagliandolo da un enorme tronco di albero, attorno al quale aveva poi edificato la sua reggia. Penelope allora non ha più dubbi e abbraccia lo sposo piangendo e ridendo di gioia. Ulisse, commosso, le racconta tutte le sue disgrazie e con lei passa una lunga e felice notte d'amore; infatti l'Aurora prolunga la notte facendo passare vari giorni. La parte finale della puntata narra della pacificazione, per intercessione di Mentore e Atena, tra Ulisse e i suoi e i parenti dei giovani uccisi. Quando ormai sembra inevitabile lo scontro tra le due parti nei campi presso la capanna di Laerte (dove Ulisse era andato con i suoi), su sollecitazione di Mentore e Atena prima Ulisse depone le armi, inginocchiandosi in senso di rispetto verso i parenti dei giovani morti, poi lo stesso viene fatto dal padre che capitanava la parte avversa, sancendo così la pacificazione.

## Edizioni in DVD
Nel 2002 la Elleu Multimedia pubblicò in DVD due cofanetti contenenti ciascuno quattro puntate restaurate e rimasterizzate con biografie e filmografie negli extra. All'inizio di ciascun DVD vi è un prologo che narra le ragioni della guerra di Troia e nel secondo disco il viaggio e l'aspetto multiforme di Ulisse.